# Trimalaconothrus multipilosus
Trimalaconothrus multipilosus är en kvalsterart som beskrevs av J. och P. Balogh 2002. Trimalaconothrus multipilosus ingår i släktet Trimalaconothrus och familjen Malaconothridae. Inga underarter finns listade i Catalogue of Life.